# (6975) Hiroaki
(6975) Hiroaki est un astéroïde de la ceinture principale.

## Description
(6975) Hiroaki est un astéroïde de la ceinture principale. Il fut découvert le 25 août 1992 à Kiyosato par Satoru Ōtomo. Il présente une orbite caractérisée par un demi-grand axe de 2,87 UA, une excentricité de 0,29 et une inclinaison de 4,9° par rapport à l'écliptique.

## Compléments